# Grupo Cosentino
Grupo Cosentino es un fabricante español de propiedad familiar, que produce y distribuye piedra de ingeniería para superficies de arquitectura y el diseño. Sus marcas comerciales son Silestone, Dekton, Eco by Cosentino o Sensa by Cosentino. 

## Actividad
La empresa está presente en el ciclo completo de elaboración de sus productos, desde el diseño, pasando por la fabricación hasta la elaboración de aplicaciones tanto de superficies minerales híbridas y superficies ultracompactas como de piedra natural.
Los materiales de Cosentino pueden ser aplicados en todas las áreas de interior y exterior de espacios residenciales como por ejemplo viviendas y hoteles, así como espacios comerciales o edificios públicos. Son utilizados en cocinas, baños y salones hasta fachadas, cocinas de uso exterior, piscinas o suelos de exterior. Se utilizan para la instalación o colocación de revestimientos, aplacados, mobiliario, platos de ducha, encimeras de cocina o baño, fregaderos y otros elementos propios de estos espacios.
Cosentino emplea a más de 6.000 personas, más de la mitad en España, y cerró el ejercicio de 2023 con una cifra de negocio de 1.570 millones de euros. El 92% de dicha facturación se genera en los mercados internacionales. En 2023 la inversión total de la compañía ascendió a 112 millones de euros, casi un 60% destinado a la ampliación y mejora de su Parque Industrial de Cantoria (Almería), y actualmente está en vigor su Plan Inversión 2024-2026 con una cuantía total de 400 millones de euros. 

## Historia
Eduarda Justo y Eduardo Cosentino comenzaron su labor en los años 40 en la explotación de canteras y la elaboración básica de mármoles de Macael en la localidad almeriense de Macael (España).
En 1980 sus hijos constituyen Mármoles Cosentino S.A. con una plantilla inicial de 17 personas y una pequeña fábrica de 40.000 metros cuadrados, que ha ido creciendo y evolucionando hasta convertirse en un parque industrial de 4 millones de metros cuadrados en el que se producen más de 6.000 tablas diarias que se distribuyen a todo el mundo.
En los años 80 la empresa se expandió en el mercado nacional y comenzó sus actividades en mercados internacionales abriendo en 1985 delegaciones comerciales en Francia y Alemania.
Como resultado de actividades de investigación y desarrollo, la empresa comenzó en 1990 la fabricación de Silestone, su producto estrella. 
En 2013 se introdujo Dekton, una nueva superficie ultracompacta que utiliza en su fabricación “TSP”, un proceso tecnológico que supone una versión acelerada de los cambios metamórficos que sufre la piedra natural al exponerse durante milenios a alta presión y alta temperatura. Dekton es una mezcla de las materias primas que se utilizan para fabricar vidrio, porcelánicos y superficies de gran formato. 
En 2018, proyectan la mayor instalación de energía solar para autoconsumo de España para sus plantas en Cantoria, de hasta 40  MW.  Se inaugura en 2022, con una potencia de 20MW pico, ampliándose en 2023, y que genera unos 34.000 MWh anuales, un 27% del consumo eléctrico anual del Parque Industrial de Cosentino. 

## Premios y Reconocimientos
Cosentino ha sido distinguido con diferentes premios tanto en España como a nivel internacional. En España, la compañía ha sido por dos veces Premio Nacional de Innovación y Diseño (PNID) en 2016 y 2021, galardones que entrega el Ministerio de Ciencia e Innovación.  Más recientemente, Cosentino ha sido seleccionada en los años 2023 y 2024 por el Ministerio de Industria y Turismo español como finalista de los Premios Nacionales de Industria Conectada 4.0 en reconocimiento al esfuerzo para impulsar su competitividad basado en la digitalización y la innovación.. En la edición de 2024 fue galardonada con el Premio Nacional de Industria Conectada 4.0 en la categoría de "Gran Empresa Industrial". 
A nivel internacional, junto con numerosos reconocimientos obtenidos por sus productos e innovaciones, destaca la obtención del European Business Award en 2014 como mejor empresa en la categoría de internacionalización. 

## Presencia internacional

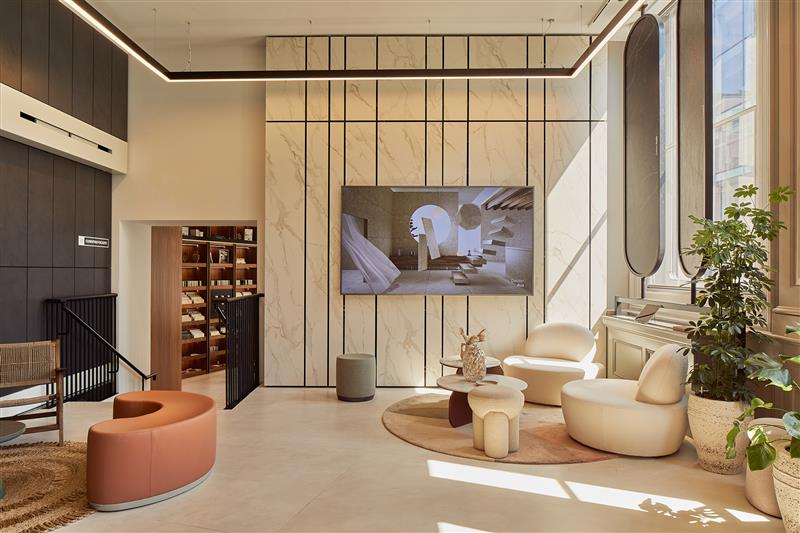
Cosentino City en Londres

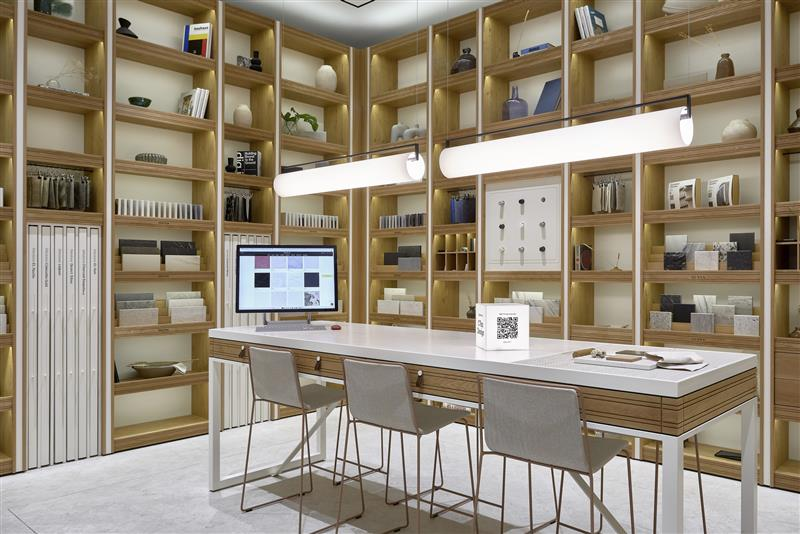
Cosentino City en Alicante

La empresa tiene 3 fábricas en España de Silestone, también una fábrica de Dekton desde las que se producen las superficies que se distribuyen a todo el mundo, una fábrica de granito en Brasil  y centros de elaboración repartidos en varios países. 
El grupo distribuye sus productos y marcas en más de 120 países desde su sede central en Almería (España), y tiene presencia comercial en 40 países.  El 92% de la facturación de Grupo Cosentino se genera en los mercados internacionales.
Grupo Cosentino organiza la distribución nacional de sus materiales allí donde tiene presencia por medio de su red de Cosentino Centers. En la actualidad, la multinacional cuenta con 132 centros de distribución por todo el mundo, 171 unidades de negocio y comerciales, así como 5 Hubs (4 en Estados Unidos y 1 en Australia).
Los Cosentino Centers combinan las funciones de almacén, exposición de marca y producto y red de distribución. Además, se aprovechan también para realizar cursos de formación a constructores, arquitectos, interioristas, profesionales del diseño y propietarios de estudios de cocinas y baños.
Grupo Cosentino tiene al menos 130 Centers alrededor del mundo: 65 en Europa, otros 48 centros entre Norteamérica y Canadá, 4 Centers en Latinoamérica, 8 en Asia-Pacífico y otros 5 repartidos entre Asia Occidental, Oriente Medio y Sudáfrica. 
Además, en cada país donde tiene presencia comercial cuenta con instalaciones propias llamadas Cosentino City, en la actualidad 39 repartidos por todo el mundo. Cada Cosentino City ofrece desde asesoramiento personalizado hasta espacios para actividades y eventos de estilo networking, conferencias o presentaciones. 

## Proyectos singulares
Figuras de gran renombre mundial de la arquitectura y el diseño tales como Tom Dickson, los Hermanos Campana, Daniel Libeskind, Fermín Vázquez, Xavi Mañosa, Steffen Kehrle, “Form Us With Love”, Lázaro Rosa-Violán, Antonio Citterio, Patxi Mangado, Daniel Germani, Monica Forster, Ron Arad, Benjamin Hubert o FormaFantasma entre muchos otros, han experimentado y trabajado con los productos de Cosentino aprovechando sus prestaciones y propiedades. 
Eso se ha traducido en su aplicación de obras y proyectos icónicos como el Hotel Burj Al Arab de Dubai, la Torre Leonardo en Johannesburgo, el edificio Cap Ferrat en Río de Janeiro, el aeropuerto de Bakú, el Caesars Palace Hotel de Las Vegas o la restauración del Patio de Los Leones de la Alhambra y la ampliación de la Universidad de Málaga en España. 

## Marcas
Los materiales de Cosentino están diferenciados en marcas:
Silestone
Silestone es una superficie mineral híbrida baja en sílice, fabricada con minerales y materiales reciclados. 
Para su elaboración se aplica tecnología Hybriq+, que reduce el contenido de sílice cristalina e incorpora más de un 25% de materias primas recicladas, dando como resultado una superficie de alto rendimiento y sostenible. 
Las aplicaciones de Silestone abarcan desde encimeras, revestimientos, suelos y aplacados hasta fregaderos y encimeras de cocina, mobiliario, platos de ducha, lavabos y encimeras de baño.
Dekton
Dekton es una superficie porcelánica ultracompacta neutra en carbono. Se crea en base a una prensa específica que genera 25.000 toneladas de presión uniforme. Como resultado de este proceso de ultracompactación, el material no presenta microdefectos que provoquen tensiones o puntos débiles, y su porosidad es nula que le aporta un rendimiento superior al de la porcelana estándar. 
El material de Dekton es aplicable también en suelos, revestimientos y aplacados, así como en fachadas por su resistencia a los rayos UV. Otras aplicaciones incluyen encimeras interiores y encimeras exteriores, mobiliario, platos de ducha, lavabos y encimeras de baño.
Sensa
Es un material formado con granitos y cuarcitas naturales que cuenta, además, con protección exclusiva para mayor resistencia.  Su aplicación se centra sobre todo en encimeras, revestimientos y aplacados.
Scalea
Piedra natural formada mediante combinaciones de mármol, granito, piedra caliza y travertino, entre otros materiales. Es un material que se aprovecha para encimeras, revestimientos, aplacados, suelos y mobiliario.

## Sostenibilidad
En 2022 Cosentino inauguró el Parque Industrial de Energía Solar Cantoria, en Almería. Se trata de una instalación con 38.000 placas solares y una capacidad productiva de 34.000 MWh anuales. En 2023 se amplió este parque fotovoltaico de autoconsumo con 28.000 placas adicionales instaladas en las cubiertas de la planta de producción de Dekton®. 
En 2023 Cosentino invirtió 22 millones de euros en proyectos y activos de I+DI, elevando esta cifra a más de 100 millones de forma acumulada en los últimos cinco ejercicios. Apuesta que viene refrendada asimismo por una extensa cartera de propiedad industrial que abarca 30 familias de patentes en vigor que protegen invenciones diferentes en los distintos países donde opera, además de 88 diseños diferentes registrados. Una innovación que se plasma en la creación de materiales que alcanzan multitud de aplicaciones para el hogar y los espacios públicos. 
En 2023 también inaugura la Planta Regeneradora de Aguas Residuales (ERAR), como parte del reto de circularidad hídrica en Cantoria. Esta instalación ayuda a dar una segunda vida al agua residual de los pueblos de Olula del Rio, Macael y Fines y a favorecer la disponibilidad hídrica de la comarca, y su producción se suma al 99% del agua reciclada y recirculada que se utiliza en la fábrica. 
En 2018 se crea la primera fase de la planta de tratamiento y valorización de Residuos (CoMA) de Cosentino junto al Parque Industrial de Cantoria (Almería), con una capacidad de gestión de 332.563 Tn de residuos sólidos, de los que se valoriza el +16,5%. En la actualidad se encuentra en las últimas etapas de desarrollo la segunda fase de esta planta de tratamiento. 
Cosentino también desarrolla labores de sostenibilidad social y empresarial, impulsando iniciativas que contribuyen al desarrollo de las comunidades, así como de los propios profesionales y proveedores.
La compañía ha impulsado iniciativas de colaboración como el Concurso de Acción Social desde el año 2023 y ha contribuido en diversas acciones dentro del ámbito del arte y la cultura como en ARCO Madrid, el Festival de Música y Danza de Granada o el Festival de cine de Almería FICAL.
Además, ha colaborado con diversas asociaciones en proyectos de arquitectura y diseño, como la fachada de la Federación Almeriense de Asociaciones de Personas con Discapacidad, los revestimientos de la ONG estadounidense Homes For Our Troops, con la ONG Kips Bay Boys & Girls Club para ayuda de niños y niñas en situaciones de riesgo y con el St. Jude Children’s Research Hospital.
Cosentino patrocina y colabora con certámenes de diseño y arquitectura como Madrid Design Festival, Casa Decor, Barcelona Design Week, la Semana de la Arquitectura de Madrid, Habitat, Marbella Design Art, Feria Construmat, Feria ARCO, Mallorca Design, Conreso ASEVAFE o el ZAK World of Façades, entre otros.
Con el fin de promover una vida saludable, la compañía también participa en grandes eventos deportivos de todo el mundo, tanto en forma de patrocinio como con la participación de profesionales en cada actividad. Ha estado presente en la media maratón de Valencia, la maratón y media maratón de Singapur, la maratón de Sídney, la maratón de Miami, la maratón de Brasil y el BBT de Macenas. También colabora en el Torneo de Tenis Mutua Madrid Open, participa en la XL Copa del Rey Mapfre de Vela (patrocinando al equipo Peneque Pro) y patrocina o colabora con diversas actividades deportivas locales y provinciales. A nivel internacional, Cosentino Turquía es patrocinador del club ciclista TrekTrakya.
En sostenibilidad empresarial Cosentino invierte en políticas y programas de igualdad y diversidad, así como en formación continua y desarrollo del talento. En 2023 ofreció a sus empleados 77.000 horas de formación sobre protección y 8.186 horas de formación en seguridad y salud. También invierte en iniciativas educativas como con los programas universitarios Programa Ingenia y Programa Impulsa, así como con Formación Profesional Dual para futuros profesionales del sector.

## Fundaciones e iniciativas
Cosentino constituye en 2006 la Fundación Eduarda Justo, en homenaje a doña Eduarda Justo, madre de los tres fundadores del grupo empresarial.
La fundación se enfoca en iniciativas para el desarrollo del talento joven y destaca por iniciativas como el Seminario Líderes del Futuro (SLF), Becas internacionales para jóvenes que estudian bachillerato y El proyecto Escuelas Líderes. 
En 2016 la multinacional almeriense se incorporó a la Fundación Museo Casa Ibáñez de Olula del Río como patrono. Desde ese año pasó a denominarse Fundación de Arte Ibáñez Cosentino. 
Se trata de una organización sin ánimo de lucro, orientada a gestionar el Museo Casa Ibáñez y aquellos otros espacios museísticos y culturales a nivel nacional de especial interés para la propia fundación y/o vinculados a la pinacoteca con sede en Olula del Río. En la actualidad gestiona cinco espacios museísticos en la provincia de Almería, destacando el Murec (Museo del Realismo Español Contemporáneo) en la capital andaluza. 
Cosentino también ha promovido iniciativas como el Instituto Silestone, una plataforma internacional dedicada a la investigación y divulgación de conocimientos sobre el espacio del hogar; o el programa Cosentino Ingenio, destinado a atraer y desarrollar profesionales con formación STEM (Ciencia, Tecnología, Ingeniería y Matemáticas). 

## Litigios
La compañía se ha visto involucrada en varios juicios penales en España, sobre varios casos de silicosis en trabajadores en varias marmolerías. En estos procesos se cuestiona si la empresa habría proporcionado información suficiente sobre la composición de Silestone y las medidas de seguridad necesarias para trabajar con este material. La compañía ha sido absuelta en la mayoría de los casos. 